# Abjat-sur-Bandiat
Abjat-sur-Bandiat è un comune francese di 631 abitanti situato nel dipartimento della Dordogna, nella regione della Nuova Aquitania.

## Storia

### Simboli
Lo stemma del comune si blasona: 
È stato creato nel 1980 dall'allora presidente dell'Ufficio del Turismo, il signor Louis Barbet.
Fa riferimento ad un avvenimento significativo della storia di Abjat, il cui ricordo era ancora presente nella memoria collettiva. Si dice che nel 1640, François de Vaucoucourt, signore di Thiviers, invaghitosi di una ragazza dalla frazione di Fargeas, respinto dalla giovane, cercò di prenderla con la forza. I paesani si ribellarono e Vaucoucourt venne assassinato. Questo crimine fu punito severamente: i sospettati dell'omicidio vennero condannati all'impiccagione o alla galera, il mercato coperto venne abbattuto, vennero aumentate le tasse e la campana della chiesa venne confiscata e consegnata alla famiglia Vaucocourt per la cappella del loro castello. La leggenda racconta che la pesante campana cadde dal carro e rotolò sul fondo di un burrone in un luogo chiamato Le Saut du Chalard. Si dice che da allora batta i rintocchi ogni Venerdì Santo e che l'anima della bella di Fargeas appaia, sotto forma di un grande uccello bianco, sul campanile di Abjat. Vaucoucourt invece, avrebbe assunto l'aspetto di un serpente giallo che si nasconde nella boscaglia di Pont de la Charelle.

Questa storia è stata rapidamente trasformata in una leggenda attraverso storie o canti popolari dialettali e ha ispirato l'emblema di Abjat: il braccio vendicatore che simboleggia la rivolta degli abitanti contro la prepotenza, la campana sottratta agli abitanti e il ponte di Charelle sotto il quale scorre il fiume Bandiat.

## Società

### Evoluzione demografica
Abitanti censiti